# Elisabeth von Rumänien

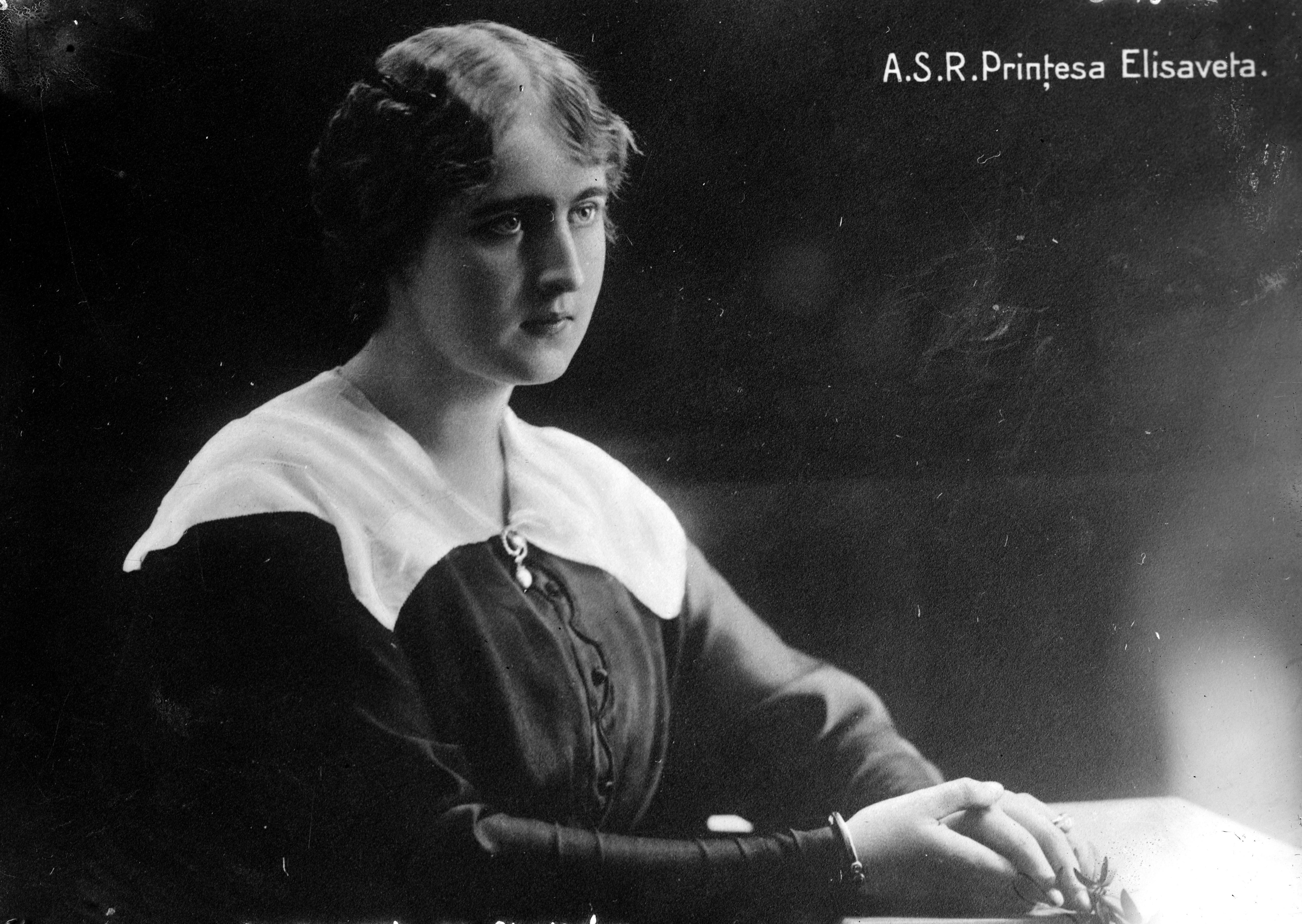
Elisabeth von Rumänien

Elisabeth von Rumänien, vollständiger Name Elisabetha Charlotte Josephine Alexandra Victoria, (* 29. September 1894 auf Schloss Peleș in Sinaia; † 15. November 1956 in Cannes, Frankreich) war eine rumänische Prinzessin aus dem Hause Hohenzollern-Sigmaringen und in den Jahren 1922 bis 1924 Königin Elisabeth von Griechenland.

## Leben

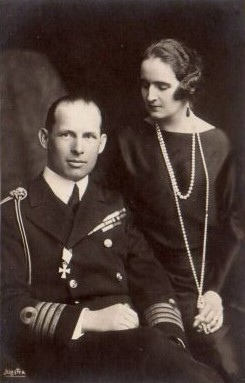
Elisabeth als Königin von Griechenland mit ihrem Ehemann Georg

Prinzessin Elisabeth wurde 1894 auf Schloss Peleș als älteste Tochter des rumänischen Kronprinzen Ferdinand, des späteren Königs Ferdinand I. von Rumänien (1865–1927) und der Prinzessin Marie von Sachsen-Coburg und Gotha, Prinzessin von Großbritannien und Irland geboren. Sie wurde nach Königin Elisabeth von Rumänien (geborene Prinzessin zu Wied) benannt und in der Familie Lizzy oder Lisabetha genannt. Sie war eine Urenkelin der englischen Königin Victoria sowie des Zaren Alexander II. von Russland.
Sie wurde von englischen Lehrern und Kindermädchen erzogen. Wenn ihre Eltern ins Ausland reisten, passte Elisabeth oft auf die jüngeren Geschwister auf, was eine schwierige, dennoch prägende Aufgabe für sie war. Elisabeth liebte Literatur und war eine eifrige Leserin. Außerdem beschäftigte sie sich mit Stickereien, der Malerei und Musik. Klavier spielen und Singen gehörten zu ihren Lieblingsaktivitäten.
Am 27. Februar 1921 heiratete sie den griechischen Kronprinzen Georg in Bukarest. Nach der Abdankung seines Vaters, König Konstantin I., bestieg Georg am 27. September 1922 als Georg II., König der Hellenen, den Thron. Nach Ausrufung der Republik am 25. März 1924 verließ König Georg II. Griechenland. Durch Dekret der Nationalversammlung und durch Volksabstimmung vom 3. November 1935 wurde König Georg II. wieder in seine angestammten Thronrechte eingesetzt. Er starb am 1. April 1947 in Athen.

## Zurück in Rumänien
Elisabeth kehrte in ihr Heimatland zurück und erwarb im März 1935 das Herrenhaus Banloc im Westen Rumäniens, das sie zu einem ihrer Hauptresidenzen ausbaute. Sie brachte dort eigene Ideen ein, was die Ausstattung und die Führung des landwirtschaftlichen Betriebs anging. Einen weiteren Wohnsitz, den Elisabeth-Palast hatte sie in Bukarest, eine große im italienischen Stil errichtete Villa, die am 19. Dezember 1937 in Anwesenheit der Prinzessin und ihrer Geschwister Karl und Maria sowie einigen offiziellen der Stadt eröffnet.
Die kinderlose Ehe zwischen König Georg II. und Königin Elisabeth von Griechenland wurde am 6. Juli 1935 in Bukarest geschieden. Aus gesundheitlichen Gründen begab sich Elisabeth an die französische Riviera nach Cannes, wo sie Klavierunterricht gab. Hier traf sie auf den 30 Jahre jüngeren französischen Maler Marc Favrat, den sie im Jahr 1956 formal adoptierte und der bis zu ihrem Tod an ihrer Seite blieb. Königin Elisabeth von Griechenland starb im November 1956 in Frankreich.
Geschwister
- König Karl II. von Rumänien
- Maria ⚭ König Alexander I. von Jugoslawien
- Nikolaus ⚭ Johanna Lucie Doletti
- Ileana ⚭ Anton von Österreich-Toskana
- Mircea (1913–1916)